# 三枚橋 (横手市)
三枚橋（さんまいばし）は、秋田県横手市の町丁。郵便番号は013-0069。人口は179人、世帯数は79世帯（2020年10月1日現在）。現行行政地名は三枚橋一丁目から三枚橋二丁目までで、全域で住居表示が実施されている。

## 地理
横手市の中央部、横手地域の中央東部に位置し、東で寿町・駅前町、西で条里、北で梅の木町、南で駅西と隣接する。国道13号（横手バイパス）が町域の西端を南北に縦貫し、奥羽本線を跨ぐ「富士見大橋」が北側を南北に横断する。
全域が都市計画区域に含まれるが、区域区分非設定区域となっている。都市計画法上の用途地域では大部分が近隣商業地域に、国道13号沿いが準工業地域に指定されている。
一丁目の区画は「中央第二地区土地区画整理事業」によって整備されたもので、2006年（平成18年）4月14日に換地処分がなされた。二丁目の区画は、1997年（平成9年）より「三枚橋地区土地区画整理事業」によって整備され、2022年（令和4年）9月に換地処分がなされた。

## 歴史

### 町名の変遷
以下はすべて住居表示実施に伴う変更。
| 実施後       | 実施年月日     | 実施前（各町ともその一部）               |
| ------------ | -------------- | ---------------------------------------- |
| 三枚橋一丁目 | 不明           | 不明                                     |
| 三枚橋二丁目 | 令和2年8月24日 | 横手町字下飛瀬 よこてまち あざしもとびせ |

## 世帯数と人口
2020年（令和2年）10月1日現在の世帯数と人口は以下の通りである。
| 丁目         | 世帯数 | 人口  |
| ------------ | ------ | ----- |
| 三枚橋一丁目 | 38世帯 | 88人  |
| 三枚橋二丁目 | 41世帯 | 91人  |
| 計           | 79世帯 | 179人 |

## 小・中学校の学区
市立小・中学校に通う場合、学区（校区）は以下の通りとなる。
| 番地 | 小学校               | 中学校               |
| ---- | -------------------- | -------------------- |
| 全域 | 横手市立横手南小学校 | 横手市立横手南中学校 |

## 交通

### 鉄道
東端を奥羽本線が通っているが、駅はない。最寄り駅は■奥羽本線、■北上線の横手駅。

### 道路
- 国道13号（横手バイパス）

## 施設
- 虹のホール アグレム よこて（一丁目6番10号）[11]
- 虹のホール アグレム 三枚橋 （二丁目3番39号）[11]
- スズキアリーナ横手（二丁目4番19号）[12]
- NHK横手ラジオ中継放送所

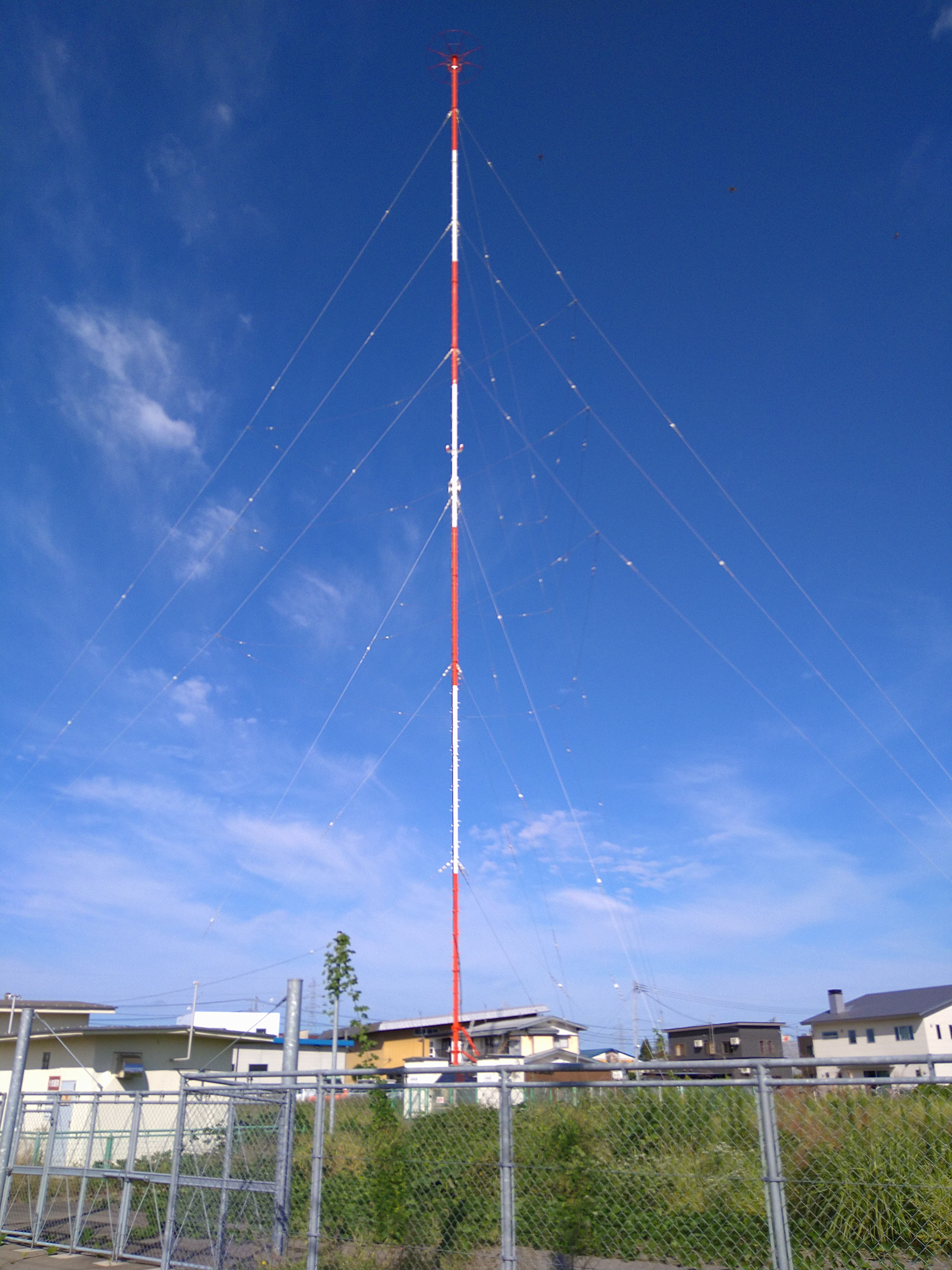
NHKラジオ横手放送局送信塔全景（2021年9月）
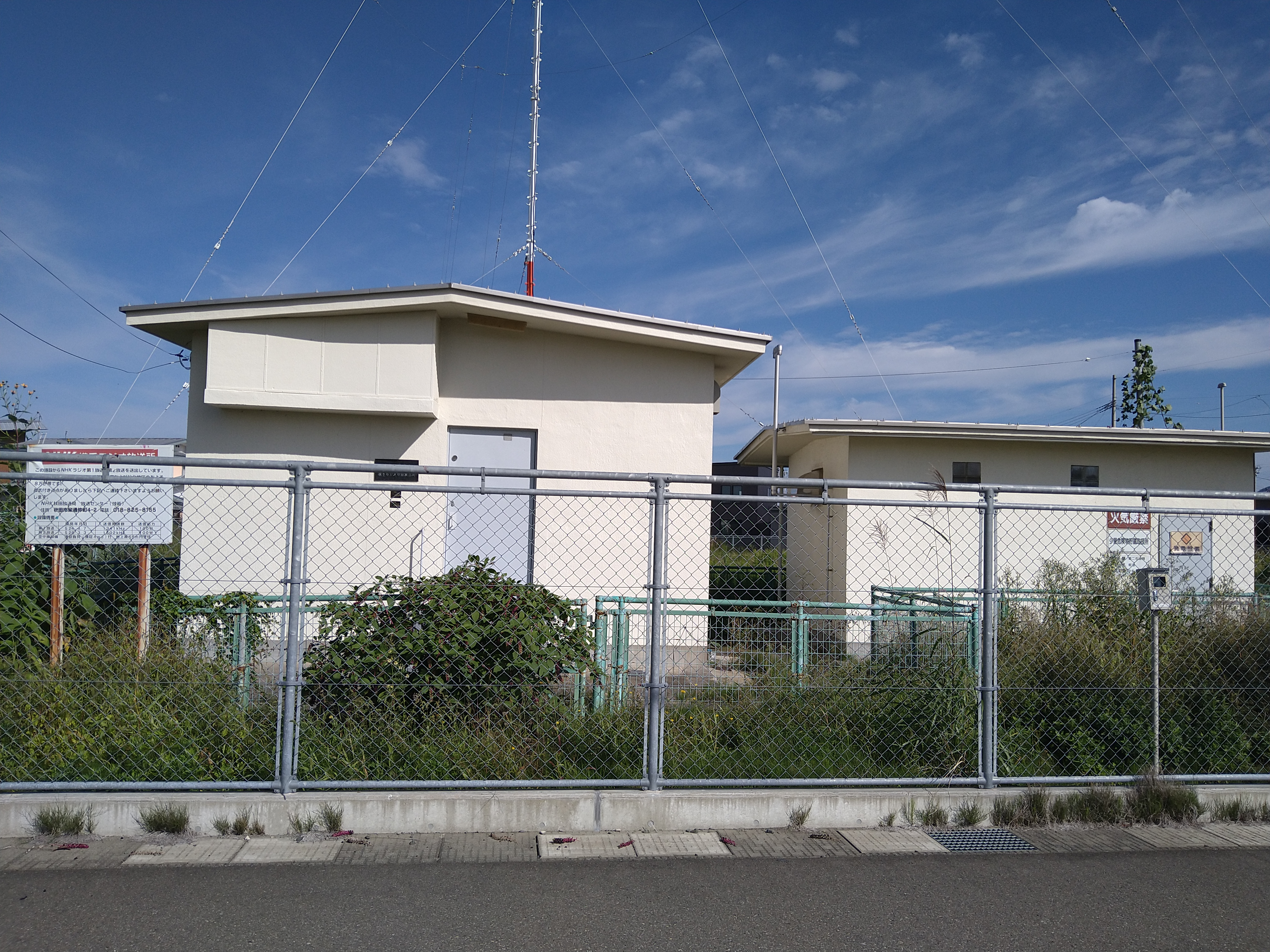
NHKラジオ横手放送局局舎（2013年5月）